# Gare de Pont-à-Vendin
Gare de Pont-à-Vendin vasútállomás Franciaországban, Pont-à-Vendin településen.

## Vasútvonalak
Az állomást az alábbi vasútvonalak érintik:
- Lens-Don-Sainghin-vasútvonal

## Kapcsolódó állomások
A vasútállomáshoz az alábbi állomások vannak a legközelebb:
- Gare de Loison
- Gare de Meurchin